# Calais (Vermont)
Calais – miasto w Stanach Zjednoczonych, w stanie Vermont, w hrabstwie Washington.